# Sabrina Barm
Sabrina Barm (nascida em 2 de março de 1987) é uma canoísta alemã que ganhou três medalhas de nível sênior no Campeonato Mundial de Canoagem em Águas Bravas.

## Medalhas nos Campeonatos Mundiais
Sênior
| Year | 1 | 2 | 3 |
| ---- | - | - | - |
| 2017 | 0 | 0 | 1 |
| 2019 | 0 | 0 | 2 |